# Jaguar (Schiff, 1899)
Die Jaguar war ein Kanonenboot der Iltis-Klasse der Kaiserlichen Marine. Die fünf Schwesterschiffe waren Iltis, Tiger, Luchs, Panther und Eber. Die Boote der Klasse waren für den Überseedienst in den deutschen Kolonialgebieten konzipiert.

## Technische Daten
Die Jaguar lief 1898 bei den Schichau-Werken in Danzig vom Stapel. Sie war 62 m lang und 9,1 m breit, hatte 3,3 m Tiefgang, und verdrängte etwa 900 Tonnen. Die Bewaffnung bestand, wie bei ihrem Schwesterschiff Iltis, aus vier 8,8-cm-Schnellladekanonen und sechs 3,7-cm-Revolverkanonen, während die nachfolgenden vier Boote statt der vier 8,8-cm- dann zwei 10,5-cm-Schnelladekanonen hatten. Die Besatzung zählte 130 Mann. Die Höchstgeschwindigkeit betrug 13 Knoten.

## Überseedienst

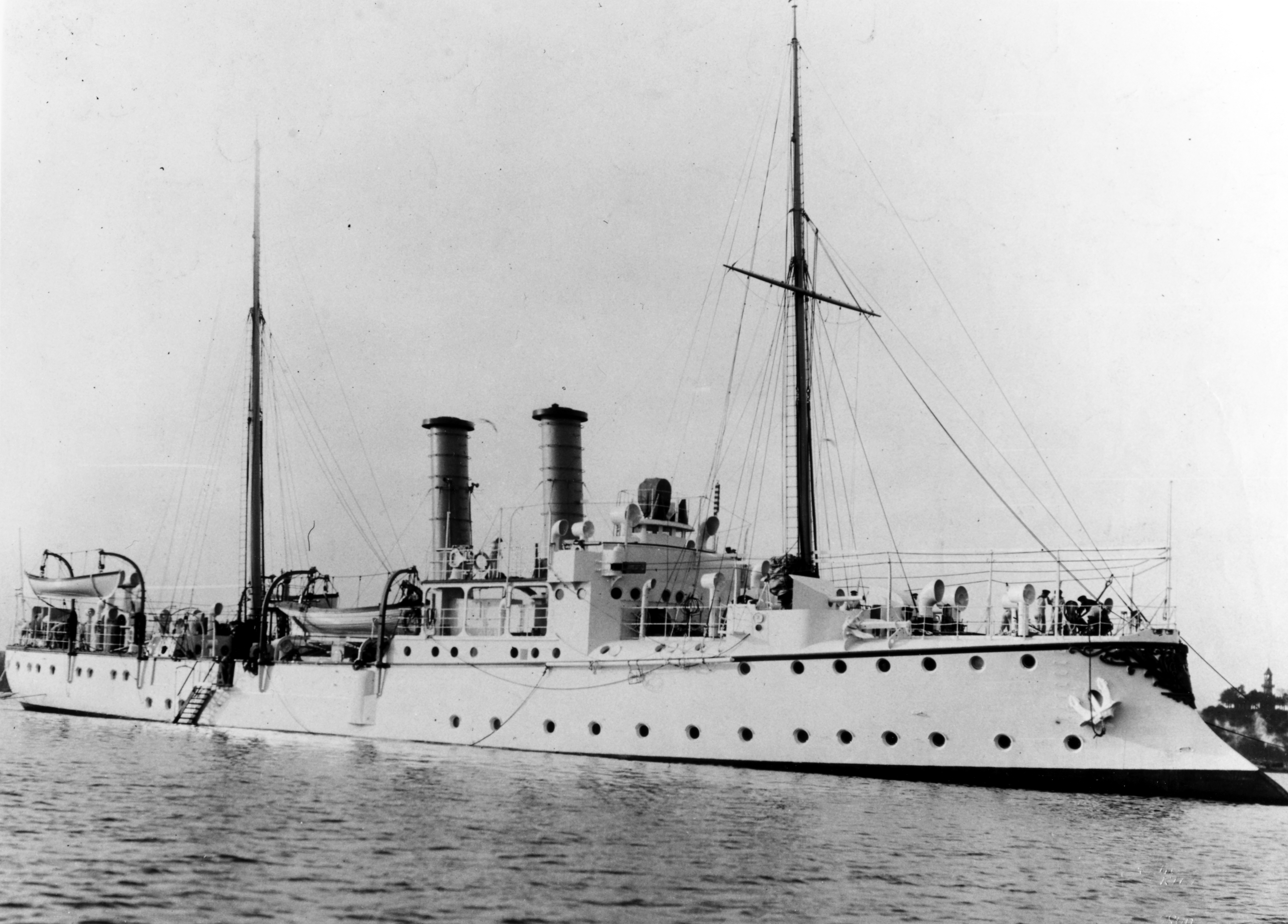
Die Jaguar 1899

Die Jaguar wurde 1899 nach Ostasien entsandt und trat am 1. Juni in Kiel ihre Ausreise an. Unterwegs erreichte sie der Befehl, im Zuge des deutsch-spanischen Vertrages auf den Karolinen, den Marianen und den Palauinseln die deutsche Flagge zum Zeichen der Inbesitznahme zu hissen. Sie lief von Singapur über Makassar, Amboina und durch die Torres-Straße nach Herbertshöhe auf Neupommern, dem damaligen Hauptort des deutschen Bismarck-Archipels, das am 13. September erreicht wurde. Mit dem kaiserlichen Gouverneur von Bennigsen an Bord und begleitet von einem Regierungsdampfer mit einer Abteilung der Kolonialpolizei an Bord lief die Jaguar am 29. September wieder aus und führte feierliche Flaggenhissungen am 13. Oktober 1899 auf Ponape, Karolinen, am 3. November 1899 auf Yap, Palau, und am 17. November auf Saipan, Marianen, durch. Dann setzte sie ihre Reise nach Ostasien fort und erreichte am 30. November Shanghai, um Reparaturen vorzunehmen. Am 4. Januar 1900 trat sie in Tsingtau unter das Kommando des Ostasiatischen Kreuzergeschwaders.
1900/1901 nahm sie an den Kämpfen in China anlässlich des Boxeraufstands teil und suchte chinesische Häfen von der Südgrenze bis in den Norden auf. Zeitweise war die Jaguar auf dem Jangtsekiang stationiert. Auch war sie in Korea und japanischen Häfen, wobei 1902 eine größere Reparatur in Nagasaki durchgeführt wurde. Es folgte der übliche Stationsdienst (Marine) mit teilweise längeren Aufenthalten im südlichen Stationsbereich.
Am 15. Oktober 1908 verließ die Jaguar Shanghai, da das Reichskolonialamt ein Kriegsschiff angefordert hatte. Vom 18. bis 20. November nahm sie vor Herbertshöhe, Neupommern, den Gouverneur, Albert Hahl, und eine kleine Truppe der Kolonialpolizei an Bord, die sie am 25. November auf Ponape landete. Es gelang dem Gouverneur mit den Polizeikräften, die dortigen Unruhen zu schlichten, und die Jaguar trat mit dem Gouverneur und seiner Truppe am 9. Dezember den Rückmarsch an. Vom 13. bis 27. Dezember 1908 verblieb die Jaguar vor Herbertshöhe und trat danach eine Rundreise durch die Karolinen und Marianen an.
Am 12. März 1909 erhielt sie, nach Herbertshöhe zurückgekehrt, den Befehl, nach Samoa zu gehen. Dort traf sie am 28. März mit den Kleinen Kreuzern Leipzig und Arcona zusammen. Die auf Samoa beginnende Unabhängigkeitsbewegung Mau a Pule war schnell unterdrückt. Die Anführer der Unruhen wurden von der Jaguar im April nach Jaluit in die Verbannung gebracht. Von dort kehrte die Jaguar wieder in ihr Stationierungsgebiet zurück und traf Ende Mai wieder in China ein.
Im Dezember 1910 unterstützte sie britische Einheiten bei der Bekämpfung eines Aufstands in Hankau (China) und verblieb dort bis Ende Februar 1911. Beim Ausbruch der Chinesischen Revolution 1911 wurde die Jaguar zuerst zur Sicherung des deutschen Konsulats in Futschau eingesetzt. Während dieser Zeit erfolgten viele Einsätze im Südraum des Stationsbereichs. Im Februar 1914 hatte die Jaguar auf den Jangtse eine Grundberührung. Das entstandene Leck wurde mit Bordmitteln abgedichtet. Bei Beginn der europäischen Krise befand sie sich vor Hankau. Am 19. Juli nach Tsingtau zurückgerufen, lief sie in Shanghai noch ein britisches Dock an, um die notwendige Bodenreparatur durchzuführen. Am 31. Juli dockte sie aus und lief nachts unter Befehl des Ersten Offiziers an gefechtsklaren britischen Schiffen vorbei aus und erreichte am 4. August 1914 Tsingtau.

## Erster Weltkrieg
Am 4. August 1914 in Tsingtau eingetroffen, war die Jaguar zunächst das einzige einsatzfähige deutsche Schiff, da die Schwesterschiffe ihre Waffen zur Ausrüstung insbesondere des Hilfskreuzers Prinz Eitel Friedrich abgaben. Da der Kommandant zur Unterstützung deutscher Kriegsbemühungen und wenn möglich des Nachschubs des Kreuzergeschwaders in Shanghai zurückgeblieben war, übernahm der bisherige Kommandant der Tiger das Kommando. Zusammen mit dem k.u.k. Kreuzer Kaiserin Elisabeth beschoss die Jaguar japanische Stellungen vor Tsingtau während der Belagerung durch japanische Truppen. Dabei erhielt sie am 4. Oktober einen Volltreffer im Bug. Als nach der Belagerung von Tsingtau die Kapitulation nicht mehr abzuwenden war, wurde die Jaguar als letztes Schiff am 7. November 1914 im Hafen von Tsingtau auf Position 36° 3′ N, 120° 16′ O gesprengt.
Die Besatzung wurde in das Tempellager von Asakusa in Kriegsgefangenschaft verbracht. Sie wurden zum 7. Sept. 1915 ins Lager Narashino verlegt.

## Kommandanten
| April 1899     | Kapitänleutnant Hugo Kinderling (1860–1943) befördert zum Korvettenkapitän |
| März 1901      | Kapitänleutnant Rudolf Berger (1864–19??)                                  |
| September 1902 | Kapitänleutnant Max Kühne (1872–1961) in Vertretung                        |
| November 1902  | Korvettenkapitän Karl Wilbrandt (1864–1928)                                |
| März 1904      | Korvettenkapitän Adolf Kloebe (1867–1941)                                  |
| Mai 1906       | Korvettenkapitän Graf Harry von Posadowsky-Wehner (1869–1923)              |
| Juni 1908      | Korvettenkapitän Otto Boland (1871–1942)                                   |
| Mai 1909       | Korvettenkapitän Ernst Mysing (1874–1940)                                  |
| Juni 1911      | Korvettenkapitän Ernst Vanselow (* 1876)                                   |
| November 1912  | Korvettenkapitän Friedrich Lüring (1876–1941)                              |
| August 1914    | Kapitänleutnant Fritz Matthias (1882–19??) in Vertretung                   |
| August 1914    | Korvettenkapitän Karl von Bodecker (1875–1957) ex Tiger                    |
| November 1914  | Korvettenkapitän Harry Mündel (1876–1946)                                  |